# Alice Liddell
Alice Pleasance Liddell Hargreaves (Westminster, 4 maggio 1852 – Westerham, 16 novembre 1934) è stata un'amica di Lewis Carroll, per la quale l'autore scrisse Le avventure di Alice nel Paese delle Meraviglie.

## Biografia

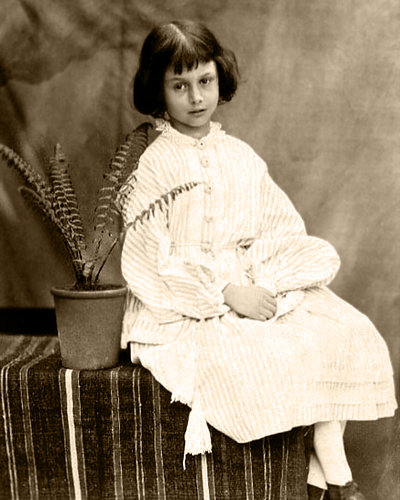
Alice nel 1860, a otto anni, fotografata da Lewis Carroll

Alice Pleasance Liddell fu la quarta dei dieci figli di Lorina Hannah e del famoso grecista Henry George Liddell, che nel giugno 1865 fu nominato decano del Christ Church College (Università di Oxford in Inghilterra) dove Lewis Carroll insegnava matematica. Negli anni seguenti, Carroll strinse amicizia con la famiglia Liddell.
Tra i fratelli e sorelle di Alice, quelli allora già nati includevano i maggiori Harry e Lorina, e le minori Edith e Rhoda. In particolare, Alice era compagna di giochi inseparabile di Lorina (di tre anni maggiore) ed Edith (di due anni minore), e Carroll frequentava abitualmente le tre giovani sorelle, che servirono da fonte di ispirazione per il suo Alice nel Paese delle Meraviglie. La famiglia trascorreva abitualmente le vacanze a Llandudno, in Galles.
Il 30 giugno 1863, la famiglia Liddell lasciò Llandudno; poco dopo Carroll e la piccola Alice cessarono la loro amicizia. Lui le scriverà nel 1885 per chiederle il manoscritto originale della prima versione di Le avventure di Alice sottoterra:
(Lewis Carroll)
Più tardi divenne un'artista con l'aiuto di John Ruskin. Girò l'Europa assieme alle sue sorelle Lorina e Edith. Dai suoi viaggi in Francia e in Italia tra il 1872 e il '77, pubblicò una serie di acquerelli e di bozzetti di grande sensibilità. Intrattenne una relazione con il principe Leopold, figlio della regina Vittoria, ma sposò nell'abbazia di Westminster Reginald Hargreaves, studente di Oxford. Ebbero tre figli: Alan Knyveton Hargreaves, Leopold Reginald (soprannominato «Rex») Hargreaves (entrambi morti durante la prima guerra mondiale) e Caryl Liddell Hargreaves che sopravvisse ed ebbe a sua volta una figlia.
L'ultimo incontro tra Lewis Carroll e Alice Liddell ebbe luogo il primo novembre 1888. Carroll, sul marito di Alice, scrisse:
«Non è facile collegare questo volto al vecchio ricordo, questo straniero assieme all'«Alice» conosciuta così intimamente e tanto amata e che io vorrei ricordare sempre come una ragazzina di sette anni assolutamente affascinante».
Alice Liddell non fu presente al funerale di Carroll, morto il 14 gennaio 1898.

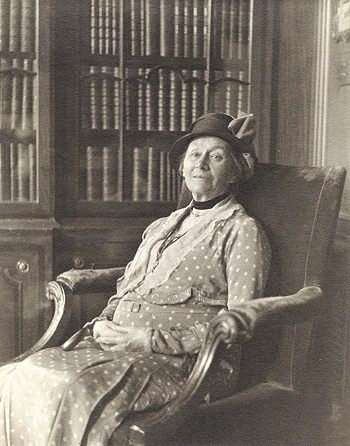
Alice Pleasance Liddell Hargreaves nel 1932

Per il resto della sua vita ebbe una serie di delusioni: suo padre morì quattro giorni dopo Carroll, sua madre nel 1910, due dei suoi figli durante la prima guerra mondiale e infine suo marito nel 1926. Ripose tutto il suo affetto sul figlio superstite Caryl e visse a Cuffnells, nell'Hampshire.
Nel 1928, a causa delle difficoltà finanziarie, dovette vendere il manoscritto donatole da Carroll di Le avventure di Alice sottoterra. La vendita ebbe luogo a Sotheby's e le fruttò £15 400 dell'epoca.
Nel 1932, per festeggiare il centenario della nascita di Lewis Carroll, fu invitata negli Stati Uniti d'America per ricevere la laurea honoris causa in lettere all'Università Columbia (New York). Nel dicembre 1933, poco prima di morire, assistette alla proiezione di Alice realizzato dalla Paramount.

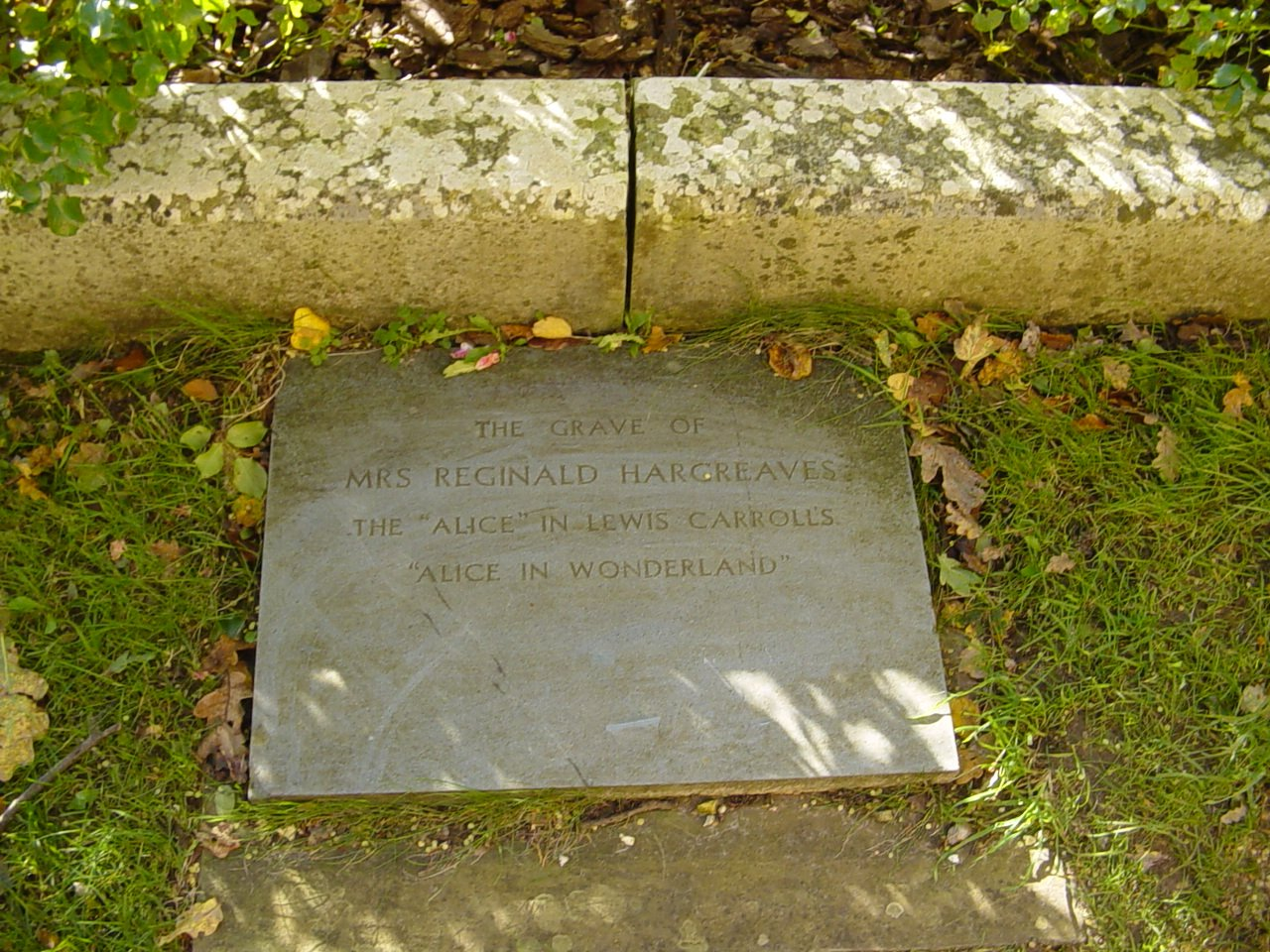
La tomba di Alice Pleasance Liddell Hargreaves

Alice Pleasance Liddell Hargreaves morì nel 1934, a 82 anni.

## Il ruolo e l'influenza di Alice Liddell sui libri di Lewis Carroll

### Origine diAlice nel Paese delle Meraviglie

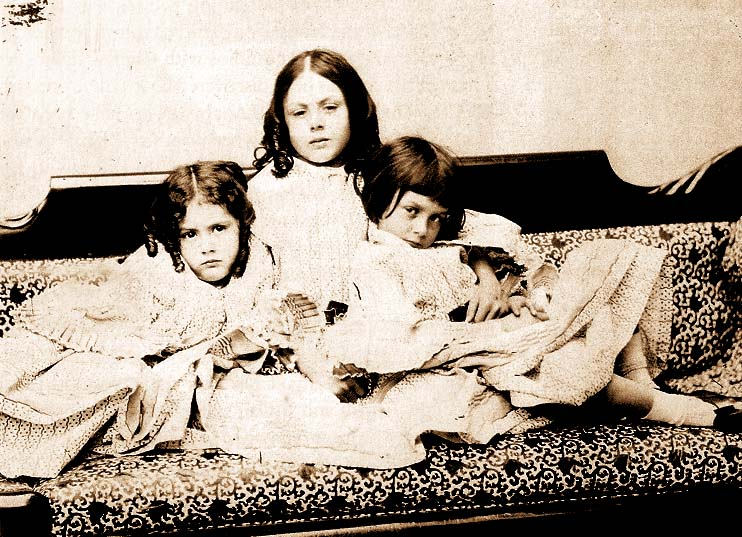
Edith, Lorina ed Alice Liddell fotografate da Lewis Carroll nel 1859

Il 4 luglio 1862, durante un viaggio in barca a remi sul Tamigi (da Oxford a Godstow), Alice, che allora aveva appena dieci anni, visse l'episodio centrale della sua vita quando chiese a Lewis Carroll di raccontarle una storia per distrarsi. Mentre il reverendo Robinson Duckworth (canonico della chiesa di St. Mark's e amico del padre di Alice) remava, Carroll raccontò alla bambina e alle sue due sorelle, Edith (otto anni) e Lorina (tredici anni), la storia fantastica di una ragazzina chiamata Alice che cadde nella tana di un coniglio. Quando ebbe finito, Alice gli chiese di scrivere un libro su questa storia, insistendo sempre di più, fino a che lui non l'accontentò.
Nel novembre 1864, due anni e mezzo dopo quella richiesta, completò una versione intitolata Alice's Adventures under Ground (Le avventure di Alice sottoterra), e lo offrì ad Alice come regalo di Natale del 1864. Poi fece leggere il libro al suo amico e mentore George MacDonald e ai suoi figli, che apprezzarono il libro. 
Su consiglio del suo amico, Carroll decise di provare a pubblicare il libro. L’autore sviluppò la storia aggiungendo gli episodi del Gatto del Cheshire e del tè dei matti, facendo passare il manoscritto da 18 000 a 35 000 parole. Dodgson realizzò alcune illustrazioni, che però non giudicò adatte, e incaricò John Tenniel, disegnatore allora assai stimato. Il libro uscì nel 1865 con il titolo Alice's Adventures in Wonderland (Le avventure di Alice nel Paese delle Meraviglie) con una tiratura iniziale di 2 000 copie (ma Tenniel rilevò che le stampe non erano della migliore qualità); alcuni mesi dopo il libro venne riedito con una tiratura maggiore.
Nel 1871 uscì Through the Looking-Glass, and What Alice Found There (Attraverso lo specchio e quel che Alice vi trovò) e nel 1886 il facsimile di Alice's Adventures under Ground.

### Paragone tra Alice Liddell e «Alice» dei racconti

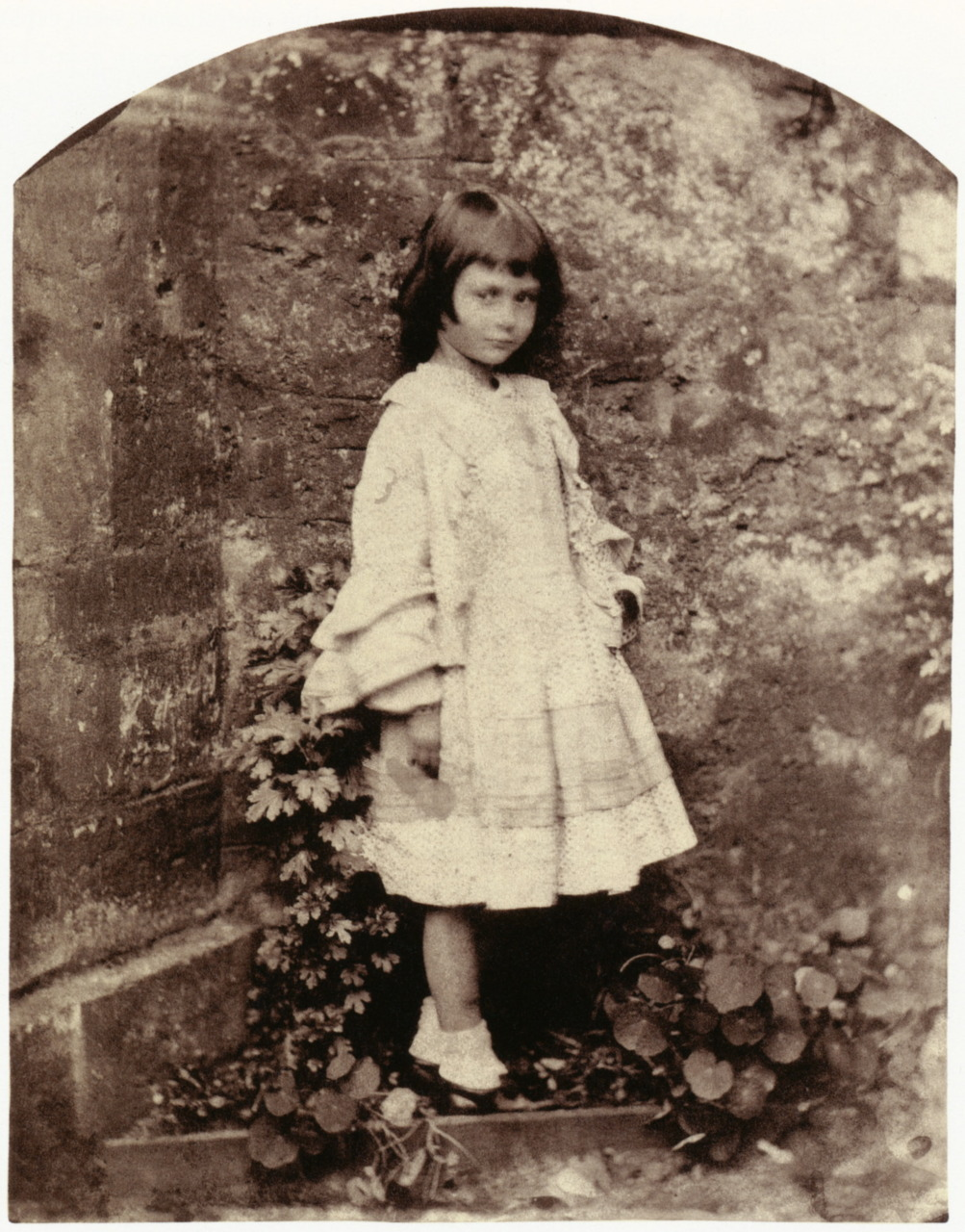
Alice Liddell fotografata da Lewis Carroll nel 1858

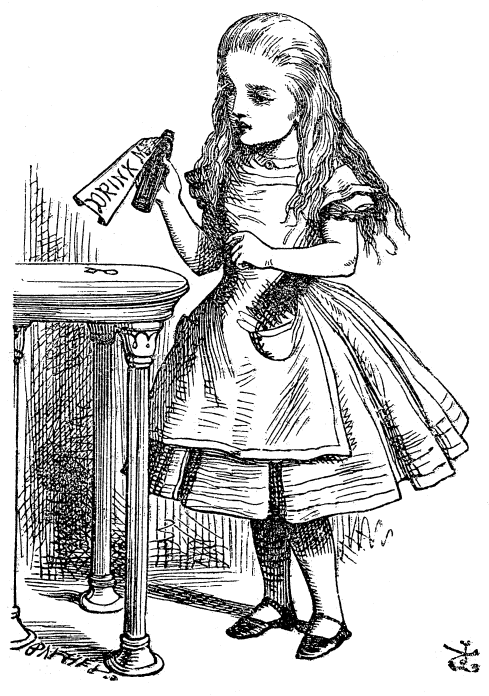
Alice in una illustrazione di John Tenniel per la prima edizione di Le avventure di Alice nel Paese delle Meraviglie (1865)

Alice Liddell e il personaggio di «Alice» del libro sono piuttosto differenti. L'idea diffusa secondo cui il personaggio di «Alice» fosse stato fortemente ispirato ad Alice Liddell fu contestata da Carroll stesso, il quale, verso la fine della vita, dichiarò che «Alice» era un personaggio totalmente immaginario, non basato su una bambina in particolare o realmente esistita. A ogni modo una cosa è certa: Alice Liddell non ha ispirato i disegni di «Alice» nell'edizione originale: l'illustratore John Tenniel non l'aveva mai incontrata, e infatti l'Alice del libro non le somigliava affatto. Precisò anzi che Carroll gli aveva inviato foto di un'altra bambina, Mary Hilton Badcockpour, e fu da queste che trasse ispirazione. Questa tesi non è mai stata provata e a oggi non è dato sapere a chi il disegnatore si ispirò davvero.
Rimangono numerose incertezze circa l'influenza reale di Alice Liddell sui racconti di Lewis Carroll. Ma un elemento lascia pensare che i libri le fossero almeno dedicati. Nel XII e ultimo capitolo del libro Through the Looking-Glass, and What Alice Found There (Attraverso lo specchio e quel che Alice vi trovò) figura un acrostico, poema che, letto dall'alto in basso concentrandosi sulla prima lettera di ogni verso, forma il nome «Alice Pleasance Liddell».
Lingering onward dreamily

In an evening of July--

Children three that nestle near,

Eager eye and willing ear,

Pleased a simple tale to hear--

Long has paled that sunny sky:

Echoes fade and memories die.

Autumn frosts have slain July.

Still she haunts me, phantomwise,

Alice moving under skies

Never seen by waking eyes.

Children yet, the tale to hear,

Eager eye and willing ear,

Lovingly shall nestle near.

In a Wonderland they lie,

Dreaming as the days go by,

Dreaming as the summers die:

Ever drifting down the stream--

Lingering in the golden gleam--

Life, what is it but a dream?»